# William Compton, IV marchese di Northampton
William Compton, IV marchese di Northampton (Londra, 20 agosto 1818 – 11 settembre 1897), è stato un ammiraglio inglese.

## Biografia
Era il figlio di Spencer Compton, II marchese di Northampton, e di sua moglie, Margaret Douglas-Maclean-Clephane.

## Carriera
Entrò nella Royal Navy nel 1831, servì durante la Prima guerra dell'oppio (1839-1842). Nel 1856 si ritirò dal servizio attivo come capitano. Successivamente è stato promosso a contrammiraglio nel 1869, e ad ammiraglio nel 1888.
Nel 1877 successo al fratello maggiore nel marchesato ed è entrato nella Camera dei lord. Ha assunto nel 1851, grazie a una licenza reale, il cognome aggiuntivo di Maclean e nel 1878 successe ai titoli di Douglas.

## Matrimonio
Sposò, il 21 agosto 1844, Eliza Harriet Elliot (1820-4 dicembre 1877), figlia di Sir George Elliot. Ebbero otto figli:
- Lady Katrine Cecilia Compton (1845-23 marzo 1913), sposò Francis Cowper, VII conte Cowper, non ebbero figli;
- Lady Margaret Georgiana Compton (1847-15 novembre 1931), sposò Henry Graham, non ebbero figli;
- Charles John Spencer Compton, conte Compton (13 luglio 1849-5 settembre 1887);
- William Compton, V marchese di Northampton (23 aprile 1851-15 giugno 1913);
- Lady Alice Elizabeth Compton (1854-17 giugno 1862);
- Lord Alwyne Frederick Compton (5 giugno 1855-16 dicembre 1911), sposò Mary Vyner, ebbero due figli;
- Lady Mabel Violet Isabel Compton (1862-16 agosto 1961);
- Lord Douglas James Cecil Compton (15 novembre 1865-23 luglio 1944), sposò Dollie Woolf, non ebbero figli.

## Morte
Morì l'11 settembre 1897. Poco prima della sua morte acquistò una casa di campagna nel villaggio di Tysoe, nel Warwickshire.